# Complejo forestal submediterráneo de Crimea
El complejo forestal submediterráneo de Crimea es una ecorregión de la ecozona paleártica, definida por WWF, que se extiende por el sur y el suroeste de Rusia, en Crimea y la región de Krasnodar.

## Descripción
Es una ecorregión de bosque templado de frondosas que ocupa 30 100 kilómetros cuadrados en las costas del mar Negro del sur de la península de Crimea y del noroeste del Cáucaso, en el krai de Krasnodar.
El clima y la vegetación de esta ecorregión recuerdan a los de la cuenca mediterránea, con veranos secos y calurosos e inviernos lluviosos.
Entre las ciudades de la región se encuentran Yalta, Sebastopol y Novorossiysk.

## Flora
Por debajo de los 400 m s. n. m. predominan las dehesas y el maquis, con robles, lentisco (Pistacia lentiscus), espinos de fuego (Pyracantha), espina santa (Paliurus spina-christi) y otros arbustos esclerófilos.
Entre los 400 y 800 metros de altitud se encuentran bosques de pino de Creta (Pinus brutia), roble pubescente (Quercus humilis), carpe oriental (Carpinus orientalis) y fresno europeo (Fraxinus excelsior).
Por encima de los 800 metros y hasta los 1300 predominan los sabinares y los bosques de pino silvestre (Pinus sylvestris) y haya oriental (Fagus orientalis).

## Estado de conservación
En peligro crítico.
El clima benigno ha hecho de esta región un destino popular de vacaciones.